# Jeanne Marie de la Balmondière
Jeanne Marie de la Balmondière, née le 17 juillet 1760 à Mâcon où elle est morte le 22 novembre 1840,, est une peintre française.

## Biographie
Jeanne Marie Tonduti de la Balmondière est l'épouse d'Antoine de Guat des Ilettes.

## Œuvres
- Portrait de Louise Boulé de la Balmondière, 1793, Musée des Ursulines de Mâcon[3]
- Portrait de M. Philiberte de la Balmondière, 1786, Musée des Ursulines de Mâcon[4]
- La Vierge au raisin, d'après Pierre Mignard, Musée des Ursulines de Mâcon[5]